# Popbitch

是英国的讽刺类网站，該網站圍繞留言板建立，任何人都能在上面發佈謠言或評論，以及每周新聞總結。

## 外部連結
- 官方网站